# Lijst van voetbalinterlands Canada - Colombia (vrouwen)
Deze lijst van voetbalinterlands is een overzicht van alle officiële voetbalinterlands tussen de nationale vrouwenteams van Canada en Colombia. De landen hebben tot nu toe drie keer tegen elkaar gespeeld.

## Wedstrijden
| № | Plaats      | Datum           | Competitie                  | Wedstrijd         | Uitslag |
| - | ----------- | --------------- | --------------------------- | ----------------- | ------- |
| 1 | Guadalajara | 25 oktober 2011 | Pan-Amerikaanse Spelen 2011 | Colombia − Canada | 1 − 2   |
| 2 | Vevey       | 9 juli 2012     | Vriendschappelijk           | Canada − Colombia | 1 − 0   |
| 3 | Nice        | 31 juli 2024    | Olympische Spelen 2024      | Colombia − Canada | 0 − 1   |

## Samenvatting
| Competitie             | Totaal gespeeld | Winst Canada | Gelijk | Winst Colombia | Doelsaldo Canada – Colombia |
| ---------------------- | --------------- | ------------ | ------ | -------------- | --------------------------- |
| Olympische Spelen      | 1               | 1            | 0      | 0              | 1 − 0                       |
| Pan-Amerikaanse Spelen | 1               | 1            | 0      | 0              | 2 − 1                       |
| Vriendschappelijk      | 1               | 1            | 0      | 0              | 1 − 0                       |
| Totaal                 | 3               | 3            | 0      | 0              | 4 − 1                       |